# Maasia glauca
Maasia glauca är en kirimojaväxtart som först beskrevs av Justus Carl Hasskarl, och fick sitt nu gällande namn av Mols, Keßler och Rogstad. Maasia glauca ingår i släktet Maasia och familjen kirimojaväxter. Inga underarter finns listade i Catalogue of Life.